# Лучера
Лучера (на италиански: Lucera; на латински: Луцерия, Luceria, на гръцки: Lukeria, на арабски: Lugêrah) е град и община на около 20 километра северозападно от град Фоджа в провинция Фоджа, регион Апулия в Южна Италия. Има 34 097 жители жители (към 31 декември 2012).
Според легендата Луцера е основан от Диомед. Град е на дауните в историческата и географска територия Дауния или Давния. За пръв път писмено е споменат през 326 пр.н.е. като съюзник на римляните във втората самнитска война. Два пъти градът е завладяван от самнитите и през 315/314 пр.н.е. там се създава латинска колония. При император Август в града се създава и друга колония. Луцерия е през 3 век пр.н.е. вече значимо селище. Още през 4 век градът е седалище на диозеза.
Градът е разрушен от византийците през 663 г. и едва през 13 век е отново построен като колония (Luceria Saracaenorum) от император Фридрих II за 20 000 произлизащи от Сицилия насила заселени сарацини.
От Луцера произлиза фамилията Вителии и император Авъл Вителий.

## Фотогалерия
|        |  |                    |  |                |
| Църква |  | Античен амфитеатър |  | Крепост Щауфен |